# Grenzbrigade 6

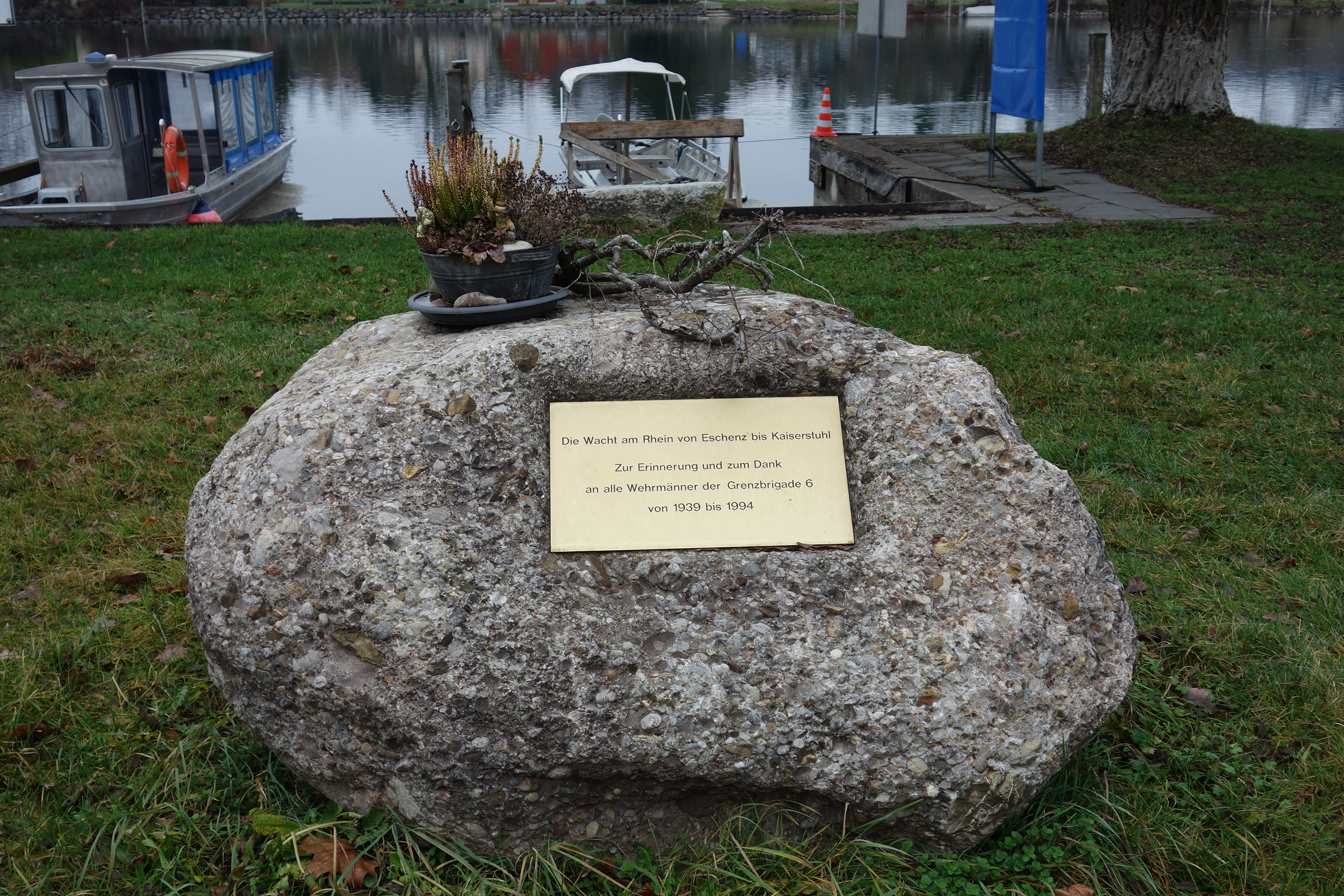
Grenzbrigade 6, Wacht am Rhein von Eschenz bis Kaiserstuhl

Die Grenzbrigade 6 (Gz Br 6) war eine von elf Grenzbrigaden der Schweizer Armee. Sie war dem 4. Armeekorps (seit 1961 Feldarmeekorps 4, FAK 4) unterstellt und bestand von 1938 bis 1994 (Armee 95). Sie war mit 8300 Mann die grösste Grenzbrigade.

## Geschichte

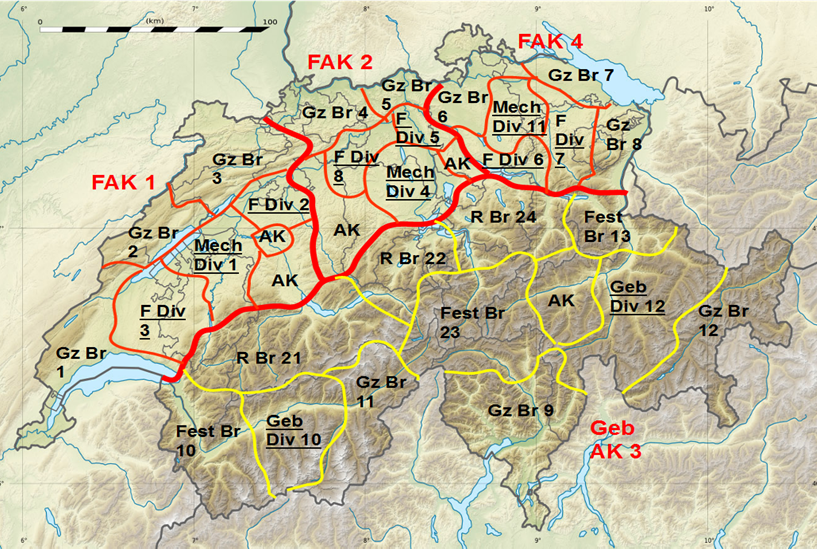
Grenzbrigade 6 im Grunddispositiv von 1992

Die Grenztruppen wurden in Übereinstimmung mit dem Haager Abkommen mit der Truppenordnung 1938 (TO 38) neu organisiert und 11 Grenzbrigaden (Gz Br) geschaffen. Neben den Grenzfüsilierbataillonen verfügten sie über eine Kompanie Radfahrer, motorisierte Mitrailleure und Infanteriekanoniere. 
Die Grenzbrigade 6 war für Ausbildung und Einsatzvorbereitung dem 4. Armeekorps zugewiesen. Die Unterstellung während des Einsatzes wurde durch den jeweiligen Operationsplan bestimmt. In allen Verbänden der Grenztruppen wurden Milizsoldaten mit Wohnsitz im Einsatzraum eingeteilt, weil die Grenztruppen im Mobilmachungsfall als erste aufgeboten wurden und sofort einsatzbereit sein mussten, damit die Mobilmachung des Gros der Armee nicht gestört werden konnte. 
Die Brigade war bei der Bildung ein Infanterieverband und hatte den Abnützungskampf ab Grenze zu führen. Der Einsatzraum grenzte links an die Grenzbrigade 5 bei Kaiserstuhl ⊙ und rechts bei Eschenz (Sperre Fänebach) ⊙ an diejenige der Grenzbrigade 7. Der Einsatzraum galt während des Zweiten Weltkriegs und des Kalten Krieges zusammen mit demjenigen der Grenzbrigade 5 als der am meisten bedrohte, weil er als natürliches Hindernis nur den Rhein hatte. Er umfasste auch die Schweizer Gebiete nördlich des Rheins (Schaffhauser Zipfel): Drei Bataillone waren nördlich des Rheins im Kanton Schaffhausen, sechs hinter dem Rhein vorgesehen.
Der Auftrag der Grenzbrigade 6 während des Zweiten Weltkriegs lautete: Die Brigade hatte den Abschnitt Kaiserstuhl bis Eschenz «bis zur letzten Patrone» zu halten, die Grenze gegen einen Vorstoss aus dem süddeutschen Raum an der Rheinlinie zu schützen und die Nord-Süd-Achsen zu sperren.
Am 17. Juni 1944 ereignete sich im Wäldchen Tschungel südlich der Eisenbahnbrücke Hemishofen ein Minenunglück. Dabei kamen zehn Angehörige der Grenzschützenkompanie II/261 durch die Explosion gelagerter Landminen ums Leben.
Nach 1945 wurden Mittel, Aufträge und die Organisation der Grenzbrigade 6 periodisch aktualisiert und die Infrastruktur modernisiert. 1994 verfügte sie über 66 Kommandoposten, 892 Unterstände inklusive Kugelbunker, 100 Bunker (davon zwölf mit Pak 50), 24 Geländepanzerhindernisse, 151 Panzerbarrikaden, 85 Sprengobjekte ("R" und "L") und zwei verbunkerte Sanitätshilfsstellen (Wildensbuch und Scharenwald).
Das letzte Dispositiv (1980er Jahre) der Brigade war auf einen Angriff aus dem Osten entlang der Schweizer Grenze westwärts mit einem allfälligen Parallelstoss über Schweizer Gebiet ausgelegt. In den 1990er Jahren hatte sie gemäss Auftrag des FAK 4 den Neutralitätsschutz sicherzustellen, sich mit Schwergewicht am Rhein gegen einen feindlichen Stoss durch ihren Raum zu widersetzen und den Brückenkopf Schaffhausen zu halten. 

### Einheiten (Stand 1994)
- Stab Grenzbrigade 6
- Infanterieregiment 52: Abschnitt rechts, Stammerberg bis Ossingen-Gisenhard
- Infanterieregiment 53: Abschnitt Mitte, Andelfingen ZH-Alten bis Hueb am Irchel
- Infanterieregimenter 54: Abschnitt links, Rorbas bis Stadel bei Niederglatt
- Grenadierkompanie I/6
- fünf Panzerabwehrlenkwaffenkompanien (PAL Kp) 61–67
- zwei Panzerabwehrkompanien (Pzaw Kp) II/6, IV/6
- Fliegerabwehrbatterie (Flab Bttr) III/6
- Füsilierbataillon 305
- Schwere Füsilierkompanien (Sch Füs Kp) 866, 902
- Genieabteilung 46
- Grenzuebermittlungskompanie (Gz Uem Kp) 6
- Werkkompanien 40, 41, 42
- Festungsabteilung 106: Festungsfeuerleitkompanie (Fest Flt Kp) 106, Festungskompanie I/106 (Minenwerfer), Festungshaubitzenbatterien (Fest Hb Bttr) II/106, III/106, IV/106, V/106

### Kommandoposten, Artilleriewerke und Sperrstellen

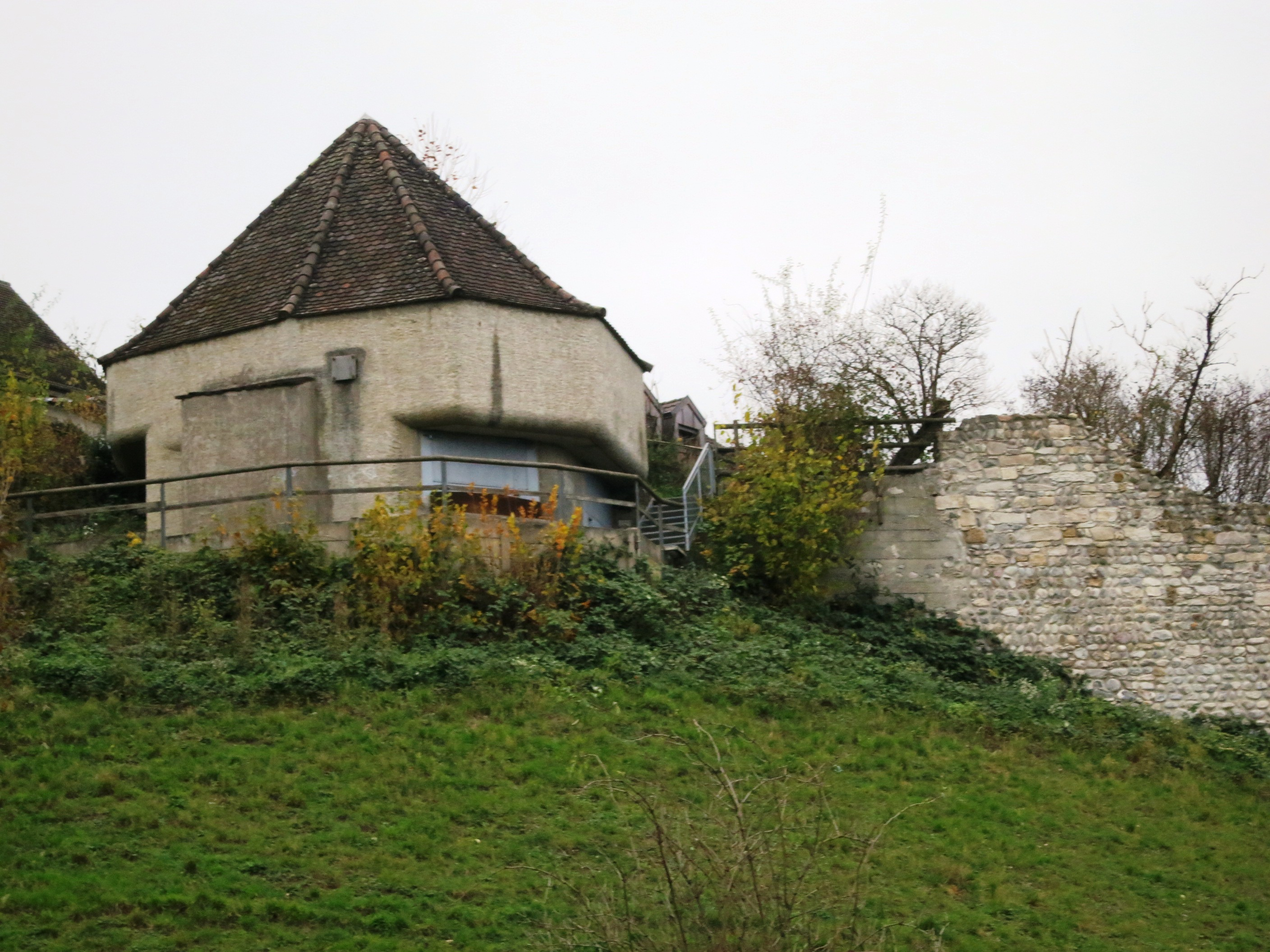
Sperrstelle Rheinau

Die Werke und Sperrstellen der Grenzbrigade 6 lagen in den Kantonen Aargau, Zürich, Schaffhausen und Thurgau: 
- Kommandoposten (KP): KP Grenzbrigade 6 A 5310 ⊙[2], KP Infanterieregiment 54 A 5398 ⊙, KP Infanterieregiment 53 A 5565 ⊙, KP Infanterieregiment 52 A 5574 ⊙

- Artilleriewerk: Ebersberg A 5438 ⊙[3]
- Sperrstellen (Sperrstellen von nationaler Bedeutung mit *[4]): Andelfingen, Alten, Bargen, Basadingen, Berg am Irchel, Bichelsee, Buch am Irchel, Buechberg, Chugelshofen-Wilen, Dättlikon, Diessenhofen*, Dorf, Effretikon, Eglisau*, Ellikon am Rhein, Embrach, Eschenz, Flurlingen-Feuerthalen*, Giesenhard, Glattfelden, Guntmadingen, Griesgraben, Hägele-Fisibach, Hard, Hemishofen-Ramsen, Herblingen, Hochwacht, Kaltenbach, Kemptthal, Kloten, Langwiesen, Läubberg, Laufen-Uhwiesen, Merishausen-Bargen, Nassenwil, Neuparadies, Niederglatt, Niederweningen, Oberstammheim, Obersteinmaur, Oerlingen, Opfertshofen, Ossingen, Pfungen, Ratihard, Regensberg, Rheinau*[5], Rheinklingen, Rorbas-Freienstein, Rüdlingen*, Rütifeld, Schaarenwald*, Schaffhausen*, Schlattingen, Unterschlatt*, Seglingen*, Solgen, Stadel*, Stadlerberg, Stein am Rhein*, Strassberg, Teufen, Thayngen, Trasadingen, Trüllikon, Truttikon, Unterstammheim, Wagenbrechi, Weiach-Raat, Wildensbuch, Willisdorf, Zweidlen-Lätten[6]

## Museum, Besichtigungen
Die Festung Ebersberg mit Festungsweg und der Bunker Räbhüsli in Rheinau können besichtigt werden.
Der Verein Rheinkastell als Trägerverein für Befestigungsanlagen im Schaaren organisiert Besichtigungen der Anlagen aus dem Zweiten Weltkrieg und anderen Epochen.